# Pavonia sancti
Pavonia sancti är en malvaväxtart som beskrevs av A. Krapovickas. Pavonia sancti ingår i släktet påfågelsmalvor, och familjen malvaväxter. Inga underarter finns listade i Catalogue of Life.